# Centro de Defesa Cibernética
Centro de Defesa Cibernética (CDCiber), vinculado ao Ministério da Defesa do Exército Brasileiro, é uma autarquia definida por meio da Portaria Normativa nº 666 de 4 de agosto de 2010 e inaugurada em 2012 por determinação do Comando do Exército e tem como tarefa, assim como o próprio nome diz, proteger os sistemas de informações e neutralizar a fonte de ataques, tentando inibir possíveis ataques digitais. O CDCiber integra o Sistema Militar de Defesa Cibernética, que atua em cinco áreas de competência: Doutrina, Operações, Inteligência, Ciência e Tecnologia e Capacitação de Recursos Humanos.

## Atuação
O CDCiber teve como primeira missão o monitoramento de rede da Rio+20, a conferência das Nações Unidas sobre Desenvolvimento Sustentável, que aconteceu no mês de Junho de 2012. O evento foi a prova de fogo para a estrutura de defesa contra ataques cibernéticos do país. Reunindo cerca de cem chefes de Estado e de governo, foi um ambiente comum para ataques vindo de hacktivistas. A equipe do CDCiber escalada para o evento proposto foi composta por 40 militares do Exército Brasileiro, 4 militares da Força Aérea Brasileira (FAB), 4 militares da Marinha Brasileira, 4 técnicos do Serviço de Repressão a Crimes Cibernéticos (SRCC) da Polícia Federal e 4 técnicos da Agência Nacional de Telecomunicações (Anatel). O órgão também contou com a parceria de outros órgãos e o Serpro (Serviço Federal de Processamento de Dados). Além da segurança e da disponibilidade da rede, outro aspecto da operação será a segurança da informação para os participantes.

Outro foco firmada da parceria entre o Serpro e o Centro de Defesa Cibernética referiu-se à Copa do Mundo da FIFA de 2014. Com um investimento do Ministério da Justiça de R$ 1,2 bilhão em segurança para o mundial, uma grande quantia do orçamento foi voltada para equipar os centros integrados de comando e controle e para a aquisição de equipamentos como robôs antibombas, câmeras de alta precisão instaladas em transportes aéreos das polícias, também conhecidas como imageadores aéreos. O Serpro colocou disposição sua expertise, incluindo serviços de respostas a ataques e visitas de membros ao CDCiber, para garantir uma melhor qualidade em termos de segurança cibernética.

### Números da Copa do Mundo[6]
| Item                                                         | Quantidade |
| ------------------------------------------------------------ | ---------- |
| Análises de Riscos realizadas                                | 15         |
| Relatórios de Riscos Emitidos                                | 30         |
| Visitas Técnicas realizadas                                  | 60         |
| Ativos identificados                                         | 1.582      |
| Eventos de Segurança Tratados                                | 756        |
| Notificações de Segurança Enviadas                           | 258        |
| Eventos de Segurança Tratados que envolveram análise de logs | 3          |
| Militares e Civis empregados                                 | 112        |
| Pessoal capacitado                                           | 79         |
| Cursos de Capacitação                                        | 2          |
| Novas Vulnerabilidades Alertadas                             | 12         |

### Atuação em Grandes Eventos
- Rio +20 (2012)
- Copa das Confederações da FIFA (2013)
- Jornada Mundial da Juventude (2013)
- Copa do Mundo da FIFA (2014)

## Investimentos
A expectativa é de que o departamento criado pelo Ministério da Defesa tenha recebido R$ 400 milhões de reais em investimentos até 2015. Segundo o general José Carlos dos Santos, chefe do CDCiber em 2012, a previsão é que cerca de dez projetos iriam receber esses recursos. Criado oficialmente em 2012, o CDCiber consumiu apenas R$ 190 milhões de seu orçamento previsto até 2015. Apesar das restrições nos gastos, o CDCiber aprovou as operações nos grandes eventos — Rio+20, Jornada Mundial da Juventude, Copa das Confederações e Copa do Mundo —, porém o país ainda não possui capacidade de se proteger de armas cibernéticas como o Great Cannon.
A previsão dos investimentos previstos para defesa cibernética para pelo menos as próximas duas décadas é de menos de 0,5% dos R$ 208 bilhões a serem gastos. Com a projeção de gastos de apenas R$ 840 milhões até 2035, o valor não chegaria a R$ 40 milhões anuais até 2035. Comparado com os esforços cibernéticos norte americano, o investimento brasileiro na área é bastante inferior, só em 2014 o orçamento norte americano foi de US$ 4,7 bilhões (cerca de R$ 18 bilhões de reais). Os gastos brasileiros englobam operações de capacitação, criação dos núcleos de defesa cibernética e a construção da sede definitiva do Centro de Defesa Cibernética.

## Núcleos de Defesa Cibernética
Nos últimos anos, hackers tem usado a internet como arma de protesto, seja para derrubar sites, usando Ataque de negação de serviço, ou para fazer "pichações online", como aconteceu em 2011 no Brasil no Ataque de hackers ao governo brasileiro em 2011, que ficou conhecido como o maior ataque hacker sofrido pelo governo brasileiro. Crimes cibernéticos não são exclusividade apenas dos hackers, em 2013 Edward Snowden, ex contratado da NSA, tornou pública detalhes do programa de espionagem da NSA, que espionava vários países, inclusive o Brasil. Com base nisso, mo dia 21 de julho de 2015, o Exército Brasileiro ativou dois núcleos de Defesa Cibernética, no Comando Militar do Planalto (CMP). As instalações são provisórias, mas representam um passo importante para o Setor. O Núcleo do Comando de Defesa Cibernética (NuComDCiber) e o Núcleo da Escola Nacional de Defesa Cibernética (NuENaDCiber) passam a contar com militares das três Forças Armadas trabalhando no mesmo ambiente físico.

### Núcleo do Comando de Defesa Cibernética (NuComDCiber)
Subordinado ao Centro de Defesa Cibernética (CDCiber), definida por meio da Portaria Normativa nº 2777, de 27 de outubro de 2014, publicada no dia 28 de outubro de 2014 no Diário Oficial da União (DOU).

### Núcleo da Escola Nacional de Defesa Cibernética (NuENaDCiber)
Definida em portaria do Ministério da Defesa publicada em outubro de 2014. O projeto foi encomendado à Universidade de Brasília (UnB) e foi entregue em julho de 2015, mas ainda não existe data para o início das atividades. A capacitação de recursos humanos para atuação no setor cibernético a favor da defesa do pais, que antes era atrelado ao Centro de Defesa Cibernética (CDCiber), agora é papel do ENaDCiber. Diferentemente de outros centros de estudos do Exército, como o Instituto Militar de Engenharia, o ENaDCiber terá uma sede física, mas os cursos serão espalhados por todo o território brasileiro, em parcerias com universidades e centros técnicos.

### Projetos Estratégicos Def Ciber[6]
| nº | Projeto                                                               | Responsabilidade |
| -- | --------------------------------------------------------------------- | ---------------- |
| 1  | Organização do Centro de Defesa Cibernética                           | CDCiber          |
| 2  | Planejamento e Execução da Segurança Cibernética (Escudo Cibernético) | CITEx            |
| 3  | Estrutura de Apoio Tecnológico e Desenvolvimento de Sistemas          | CDS              |
| 4  | Estrutura de Pesquisa Científica na Área Cibernética                  | IME              |
| 5  | Estrutura de Capacitação e de Preparo e Emprego (Força Cibernética)   | CCOMGEX          |
| 6  | Arcabouço Documental                                                  | CDCiber          |
| 7  | Estrutura para Produção do Conhecimento Oriundo da Fonte Cibernética  | CIE              |
| 8  | Gestão Pesoa                                                          | CDCiber          |
| 9  | Rede Nacional da Segurança da Informação e Criptografia (RENASIC)     | CDCiber          |
| 10 | Rádio Definido por Software (RDS)                                     | CTEx             |

## Crimes Cibernéticos
Em 2013 o Brasil perdeu em torno de US$ 8 bilhões com ataque hacker, roubos de senha, clonagem de cartões, pirataria virtual e espionagem governamental e industrial. O valor perdido equivale a 0,32% do PIB brasileiro em 2013. No mundo, esses prejuízos são ainda maiores, no mesmo ano a perda ficou entre US$ 375 bilhões e US$575 bilhões aproximadamente. Os países com maiores perdas foram Alemanha (1,6% do PIB) e Holanda (1,5% do PIB).
O crime cibernético mais popular no Brasil ocorreu em 2012, quando a atriz Carolina Dieckmann teve suas fotos íntimas vazadas na internet, ao todo foram 36 imagens. O ocorrido gerou vários debates no país, o que resultou em uma alteração no código penal que foi apelidado com o mesmo nome da atriz. Com a alteração, crimes desse tipo agora são punidos com multa e detenção de seis meses a dois anos, se houver divulgação ou comercialização a pena pode ser elevada em até dois terços.